# 康拉德一世 (巴伐利亞公爵)
康拉德一世（德語：KUNO；？—1055年12月15日），又名庫諾，出身自埃佐家族，父祖皆為洛林-普法爾茨伯爵，巴伐利亞公爵（1049年—1053年在位）。洛林-普法爾茨伯爵埃佐與其妻子奧托二世的女兒瑪蒂爾達之長子。

## 生平
自亨利七世去世以來，巴伐利亞公爵出缺十八個月後，神聖羅馬皇帝亨利三世於1049年2月2日將巴伐利亞公國賜封給庫諾，是為康拉德一世。庫諾是還未有子嗣的皇帝可能繼任者之一。庫諾不是巴伐利亞貴族的選擇，只是打算將公國拉近皇冠。但是因為庫諾迎娶士瓦本公爵奧托三世的女兒施韋因富特的朱迪思。康拉德一世此舉是試圖提高自己在巴伐利亞公國的權力，並與雷根斯堡主教格布哈德三世發生衝突。最終，他於1052–1053年被召集到梅澤堡的一個聖誕王庭，並在那裡被罷免。翌年年初，亨利三世出人意料的以其新生兒子（後來的皇帝亨利四世）取代康拉德一世，是為巴伐利亞公爵亨利八世。尚未與主教破裂的庫諾返回巴伐利亞公國發起叛亂。他與一同叛亂的克恩頓公爵韋爾夫和匈牙利國王安德烈一世同盟。他於1055年被韋爾夫遺棄，在試圖暗殺皇帝並奪取王位失敗後死於流放。1063年，康拉德一世埋葬在科隆的聖馬林格萊登。
庫諾的名稱序號有點混亂。有時庫諾不被視為康拉德。所以康拉德二世被稱為康拉德一世。 